# Стохід
Стохі́д — річка в Україні, в межах Волинської області. Права притока Прип'яті (басейн Дніпра).

## Опис
Стохід — найдовша та найчистіша річка Волині. Довжина 188 км, сточище 3125 км². Долина у верхній течії чітко окреслена, завширшки до 4—4,5 км, нижче — невиразна, завширшки до 7—10 км. Заплава двобічна, заболочена, завширшки від 0,4 км (у верхів'ї) до 2,5 км (у пониззі). Річище простежується переважно у верхій течії, де місцями його ширина 20—25 м, глибина 0,5—1,5 м. Річище (особливо нижче села Заячівки) ділиться на численні рукави (звідси назва — «сто-хід») завширшки 5—15 м (найбільше — 60 м), завглибшки до 8—26 м. (на плесах). Найбільша глибина 16,4 м яка знаходиться між м. Любешів та с. Зинови, глибина утворена джерелами, якими живиться річка; є багато стариць. Найбільше поселення біля річки — м. Любешів. На протяжності 50 км річище поглиблене й випрямлене. Живлення мішане з перевагою снігового; замерзає у грудні, скресає у березні.
Мінералізація води р. Стохід в середньому становить: весняна повінь — 440 мг/дм³; літньо-осіння межень — 465 мг/дм³; зимова межень — 559 мг/дм³.

## Розташування
Стохід бере початок біля села Семеринське, на Волинському Поліссі, в межах Волинської височини. Тече переважно на північний схід. Впадає до Прип'яті біля південної околиці села Сваловичі.
Притоки: Ставок, Стобихівка, Ясинівка, Локниця (ліві); Осина, Череваха, Гривка, Червища (праві).
Над річкою розташований райцентр Любешів та багато сіл Володимирського, Луцького, Ковельського та Камінь-Каширського районів.

## Цікаві факти
Над Стоходом проходила лінія фронту з червня 1916 до серпня 1917 між австро-угорсько-німецьким і російським військом.
У Першу світову, після Брусилівського прориву (основні бойові дії проходили в межах Волинської області), по річці Стохід та Прип'ять проходила фронтова лінія близько року між російськими та австро-німецькими військами. Тому по лівому березі безліч окопів та бетонних дотів. До цих укріплень була створена мережа вузькоколійних залізниць для підвезення боєприпасів.
На правобережжі стояли російські війська — вони бетонних укріплень не будували — лише дерев'яні, тому й нічого не збереглось. Для інформації: під час Брусилівського прориву загинуло приблизно 1 млн австро-німців та 500 тис. російських військ. Всі навколишні села навколо Стоходу були вщент зруйновані. Російські війська пробували пробитись через Стохід знову, але марно.
У роки першої світової війни через Волинь декілька разів проходила лінія фронту між російськими, з одного боку, і австро-німецькими військами, з другого. В червні 1916 року російські війська під командуванням генерала Брусилова прорвали фронт, зайняли Луцьк і відтіснили австро-німецькі війська на лінію річки Стохід. Більше року протримався фронт на цій лінії, внаслідок цього було знищено багато довколишніх населених пунктів.
Болотисті долини і береги річки Стохід стали братською могилою тисяч солдатів та офіцерів і Російської імператорської гвардії, і армії австро-угорсько-німецької. Цю операцію історики називають «Стохідською м'ясорубкою». Із розповідей старожилів навколишніх сіл відомо, що наприкінці 20-х років XX-го століття з Німеччини у прирічкову місцевість прибула група чоловіків, які розкопали братські і поодинокі могили своїх співвітчизників й перепоховали їх на кладовищі в селі Поляна, що за 2 км від Ловищ.
У Першу світову по Прип'яті та Стоходу проходила австро—німецька лінія оборони. В цих місцях збереглись немало бетонних дотів, укріплень, навіть цілий форт на острові Стоходу. В селі Прикладники немало дотів лишилося в городах селян.
- Річка протікає через Національний природний парк «Прип'ять-Стохід».

## Іхтіофауна
Іхтіофауна є досить різноманітною. У річці налічується понад 30 видів риб. Найпоширенішими є щука, верховодка, плітка, окунь, краснопірка, верховка, в’юн, сріблястий карась, лящ, плоскирка та пічкур звичайний.

## Світлини

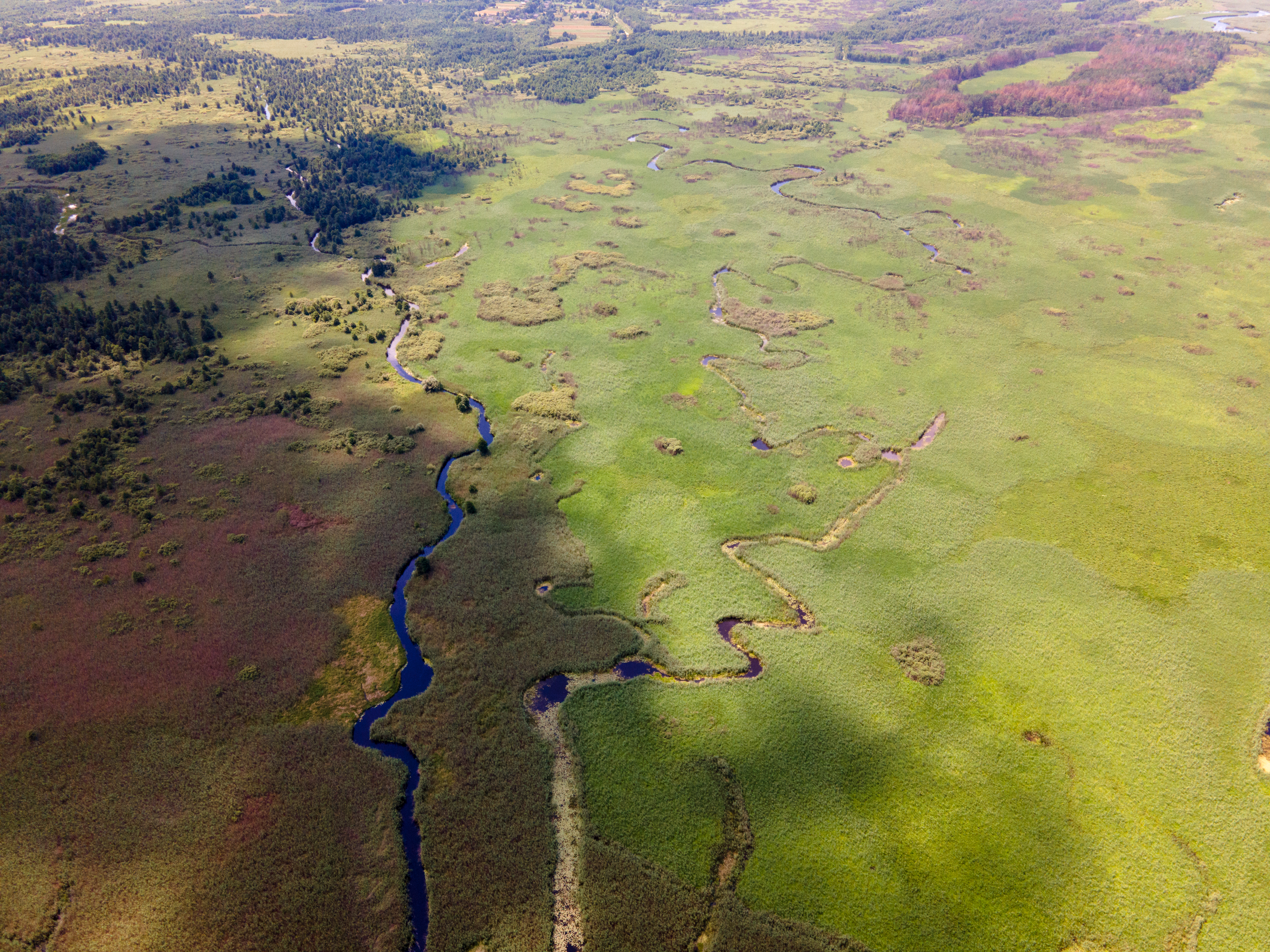
Стохід з висоти
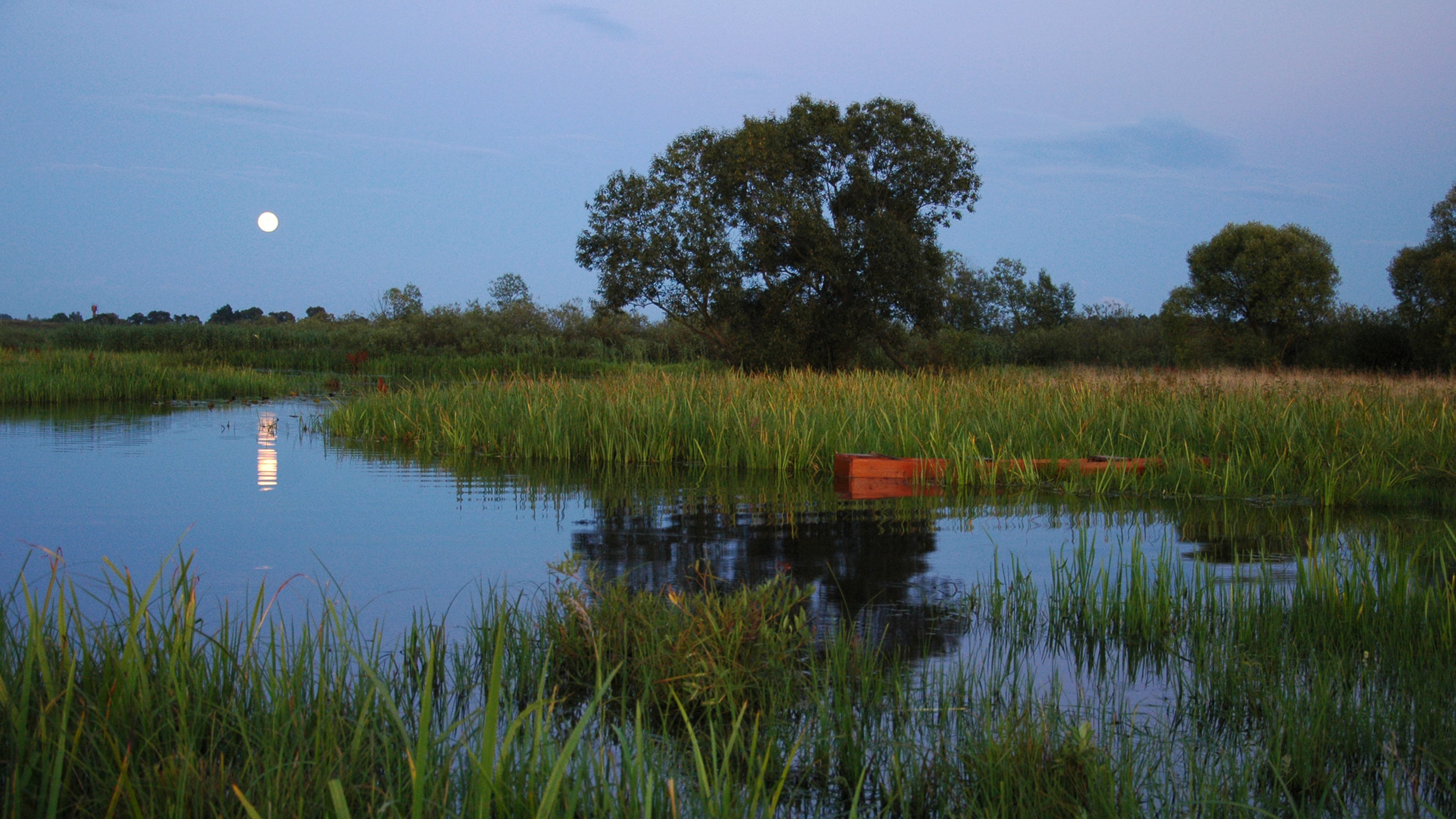
Місячно на Стоході
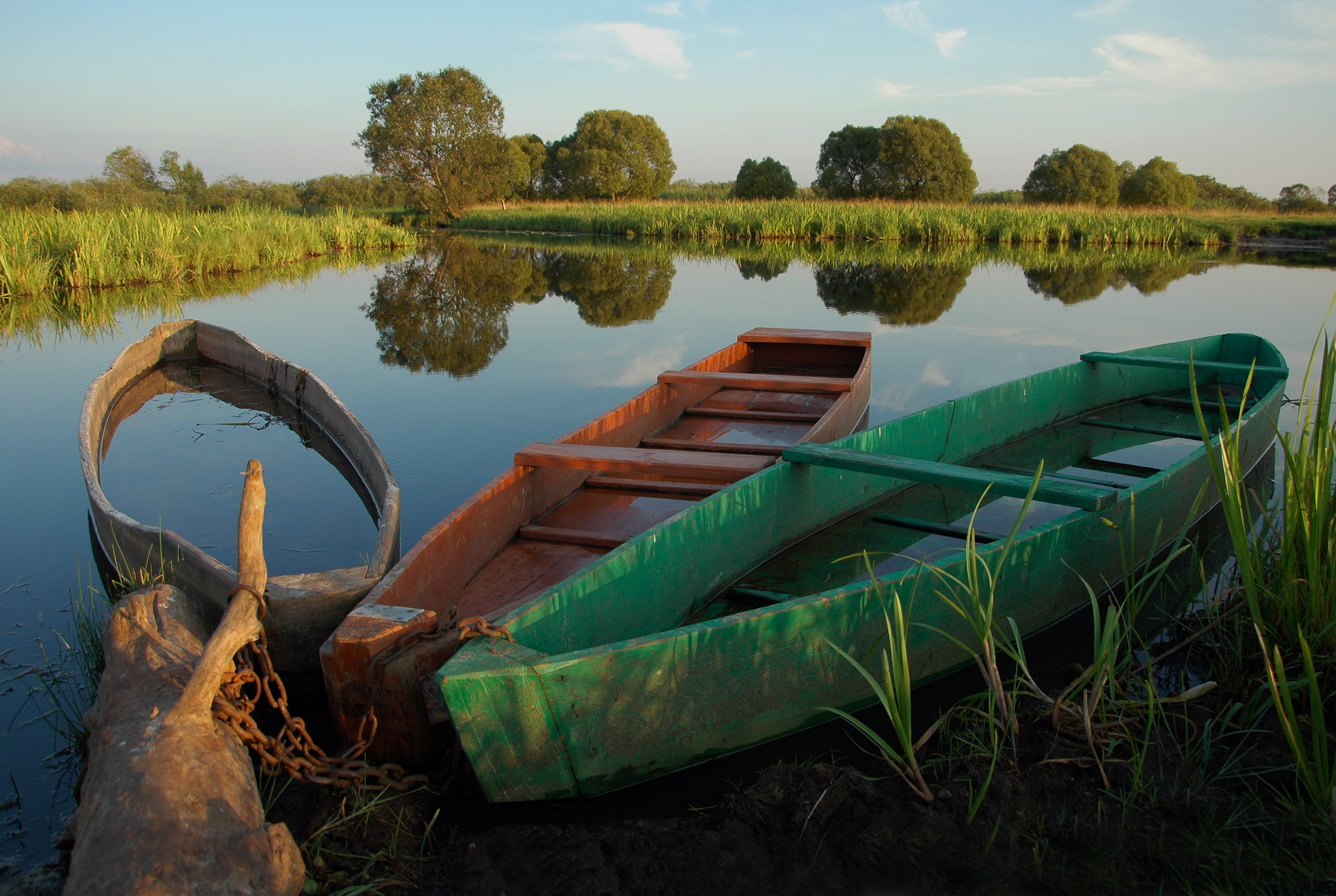
Стоходенська пристань
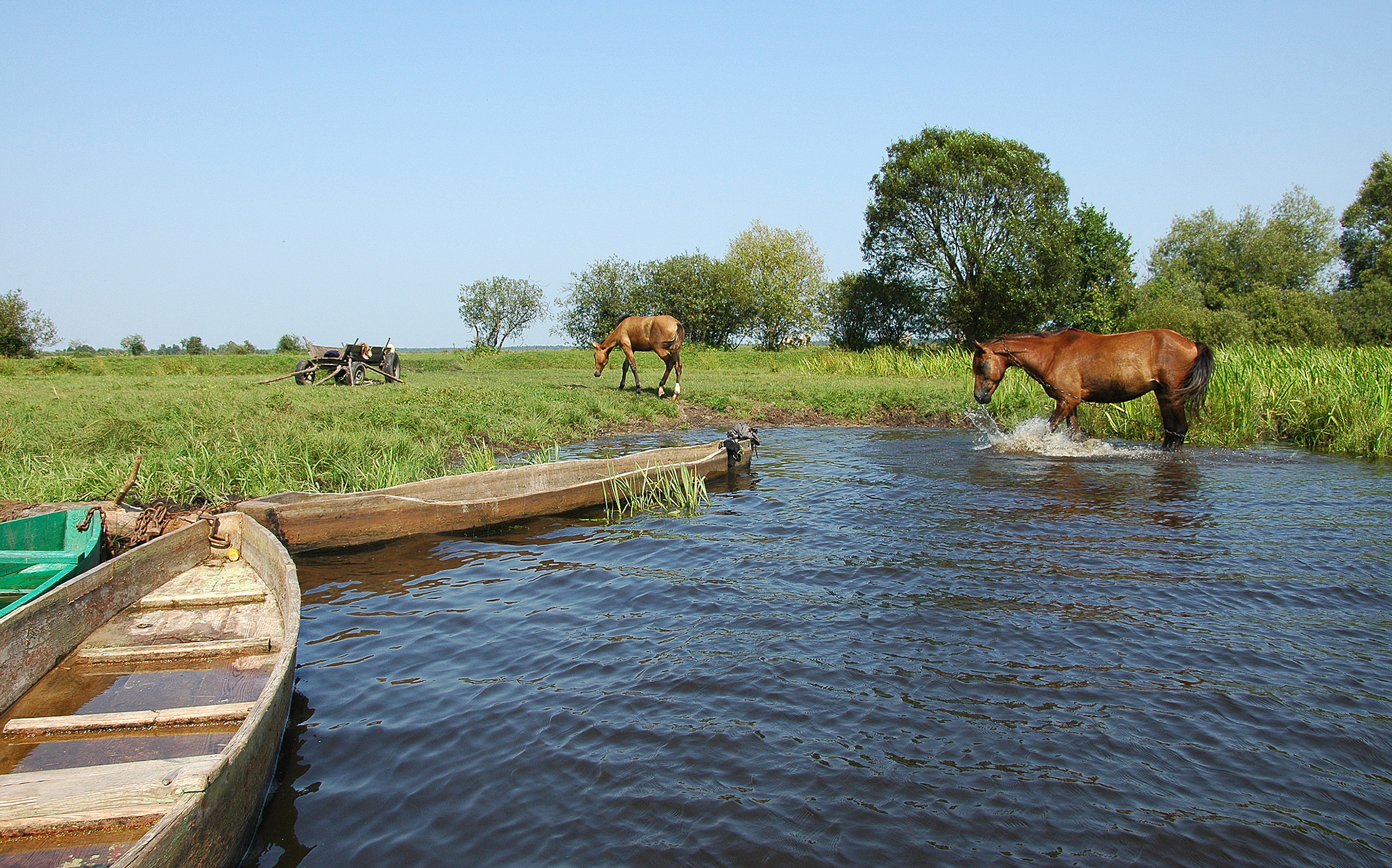
Спекотно на Стоході
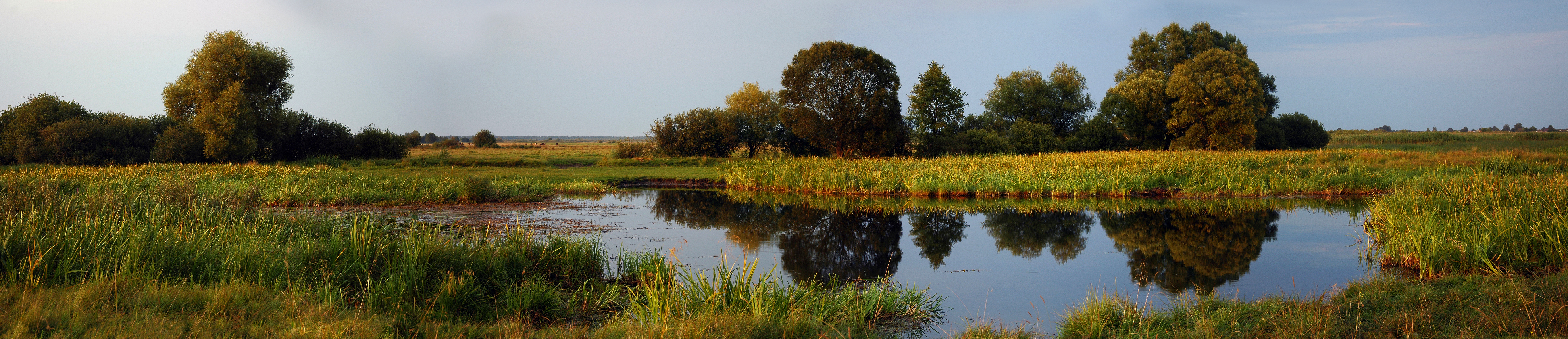
Теплий вечір на Стоході
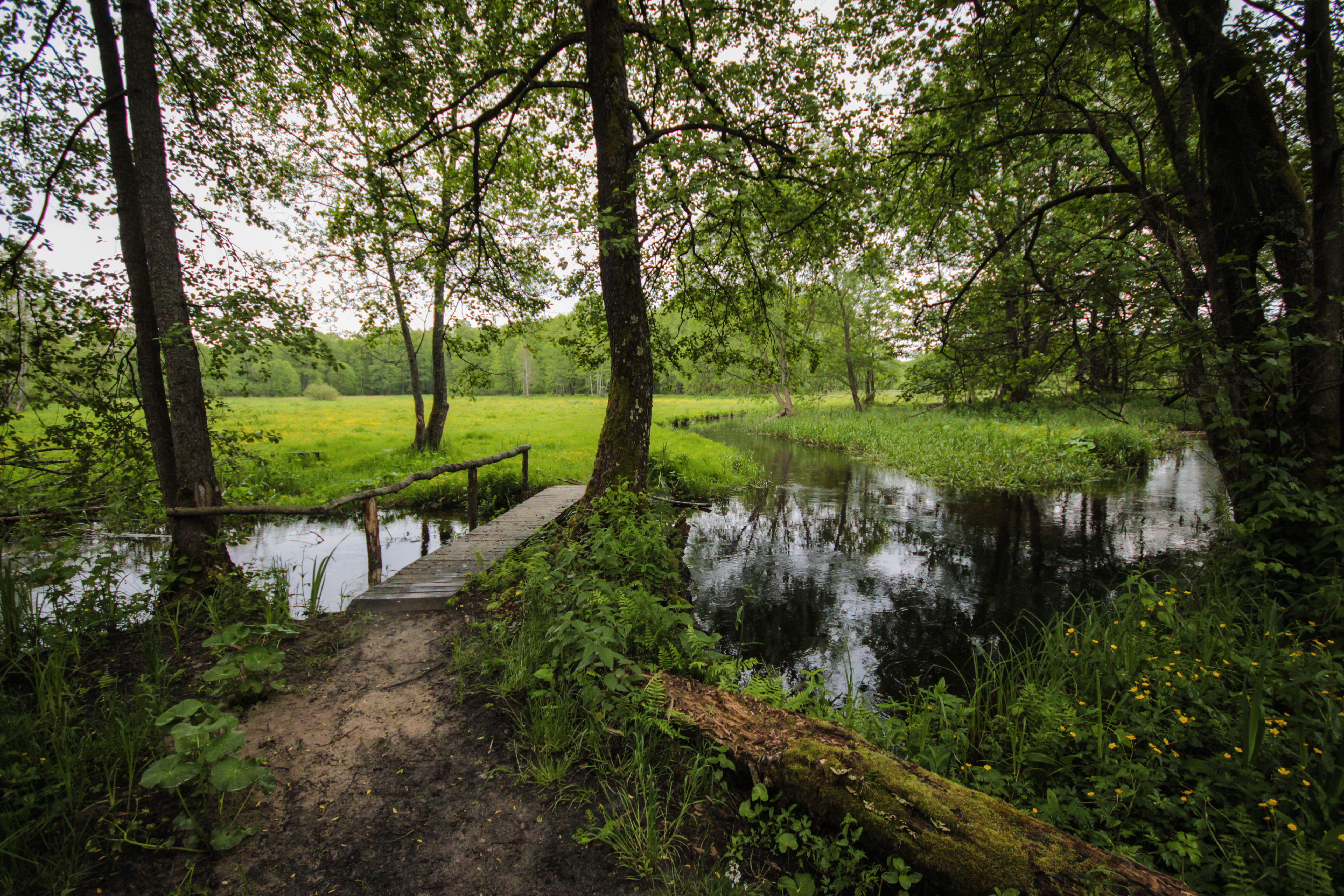
Річка Стохід поряд з селом Бережниця

## Відео
- Дамбу зводять попри протести людей
- Громада виступила на захист Стоходу